# یواس‌اس هوستانیک (ای‌او-۳۵)
یواس‌اس هوستانیک (ای‌او-۳۵) (به انگلیسی: USS Housatonic (AO-35)) یک کشتی بود که طول آن ۵۲۰ فوت (۱۶۰ متر) بود. این کشتی در سال ۱۹۴۱ ساخته شد.